# Supachai Chaided
Supachai Chaided (tiếng Thái: ศุภชัย ใจเด็ด, sinh ngày 1 tháng 12 năm 1998), còn được biết với tên đơn giản Arm (tiếng Thái: อาร์ม), là cầu thủ bóng đá người Thái Lan thi đấu ở vị trí tiền đạo cho câu lạc bộ Buriram United tại Giải bóng đá Ngoại hạng Thái Lan và đội tuyển quốc gia Thái Lan.

## Sự nghiệp quốc tế
Anh đoạt chức vô địch Giải vô địch bóng đá U-19 Đông Nam Á 2015 với U-19 Thái Lan. Tháng 10 năm 2018, anh có tên trong đội hình của huấn luyện viên trưởng Milovan Rajevac cho Thái Lan để thi đấu giao hữu và anh được đội tuyển quốc gia Thái Lan triệu tập tham dự Giải vô địch bóng đá Đông Nam Á 2018.
Trong trận thua 0-4 trước U-23 Việt Nam tại vòng loại Giải vô địch bóng đá U-23 châu Á 2020, Supachai vung tay đấm vào mặt trung vệ Trần Đình Trọng của Việt Nam, và đã trực tiếp lãnh thẻ đỏ từ trọng tài chính Kasimov Sherzod. AFC sau đó ra án phạt treo giò 2 trận đối với cầu thủ này.

## Bàn thắng quốc tế
Danh sách bàn thắng và kết quả của Thái Lan xếp trước.

### U-19
| #  | Ngày                 | Địa điểm                                       | Đối thủ     | Tỉ số | Kết quả | Giải đấu                                  |
| -- | -------------------- | ---------------------------------------------- | ----------- | ----- | ------- | ----------------------------------------- |
| 1. | 28 tháng 8 năm 2015  | Sân vận động Quốc gia Lào mới, Viêng Chăn, Lào | Philippines | 5–0   | 6–0     | Giải vô địch bóng đá U-19 Đông Nam Á 2015 |
| 2. | 30 tháng 8 năm 2015  | Sân vận động Quốc gia Lào mới, Viêng Chăn, Lào | Campuchia   | 5–0   | 6–0     | Giải vô địch bóng đá U-19 Đông Nam Á 2015 |
| 3. | 30 tháng 8 năm 2015  | Sân vận động Quốc gia Lào mới, Viêng Chăn, Lào | Campuchia   | 6–0   | 6–0     | Giải vô địch bóng đá U-19 Đông Nam Á 2015 |
| 4. | 12 tháng 9 năm 2016  | Hà Nội, Việt Nam                               | Lào         | 2–1   | 2–1     | Giải vô địch bóng đá U-19 Đông Nam Á 2016 |
| 5. | 18 tháng 9 năm 2016  | Hà Nội, Việt Nam                               | Úc          | 2–1   | 5–1     | Giải vô địch bóng đá U-19 Đông Nam Á 2016 |
| 6. | 18 tháng 9 năm 2016  | Hà Nội, Việt Nam                               | Úc          | 3–1   | 5–1     | Giải vô địch bóng đá U-19 Đông Nam Á 2016 |
| 7. | 18 tháng 9 năm 2016  | Hà Nội, Việt Nam                               | Úc          | 4–1   | 5–1     | Giải vô địch bóng đá U-19 Đông Nam Á 2016 |
| 8. | 20 tháng 9 năm 2016  | Hà Nội, Việt Nam                               | Myanmar     | 1–1   | 1–1     | Giải vô địch bóng đá U-19 Đông Nam Á 2016 |
| 9. | 19 tháng 10 năm 2016 | Isa Town, Bahrain                              | Bahrain     | 2–3   | 2–3     | Giải vô địch bóng đá U-19 châu Á 2016     |

### U-21
| #  | Ngày                | Địa điểm           | Đối thủ | Tỉ số | Kết quả | Giải đấu |
| -- | ------------------- | ------------------ | ------- | ----- | ------- | -------- |
| 1. | 5 tháng 10 năm 2017 | Băng Cốc, Thái Lan | Jordan  | 1–0   | 2–2     | Giao hữu |

### U-23
| #  | Ngày                | Địa điểm                                        | Đối thủ    | Tỉ số | Kết quả | Giải đấu                                        |
| -- | ------------------- | ----------------------------------------------- | ---------- | ----- | ------- | ----------------------------------------------- |
| 1. | 10 tháng 8 năm 2018 | Sân vận động Thammasat, Pathum Thani, Thái Lan  | Nepal      | 1–0   | 4–0     | Giao hữu                                        |
| 2. | 14 tháng 8 năm 2018 | Sân vận động Pakansari, Cibinong, Indonesia     | Qatar      | 1–1   | 1–1     | Đại hội Thể thao châu Á 2018                    |
| 3. | 16 tháng 8 năm 2018 | Sân vận động Pakansari, Cibinong, Indonesia     | Bangladesh | 1–1   | 1–1     | Đại hội Thể thao châu Á 2018                    |
| 4. | 22 tháng 3 năm 2019 | Sân vận động Quốc gia Mỹ Đình, Hà Nội, Việt Nam | Indonesia  | 2–0   | 4-0     | Vòng loại giải vô địch bóng đá U-23 châu Á 2020 |
| 5. | 22 tháng 3 năm 2019 | Sân vận động Quốc gia Mỹ Đình, Hà Nội, Việt Nam | Indonesia  | 3–0   | 4-0     | Vòng loại giải vô địch bóng đá U-23 châu Á 2020 |
| 6. | 24 tháng 3 năm 2019 | Sân vận động Quốc gia Mỹ Đình, Hà Nội, Việt Nam | Brunei     | 2–0   | 8-0     | Vòng loại giải vô địch bóng đá U-23 châu Á 2020 |
| 7. | 24 tháng 3 năm 2019 | Sân vận động Quốc gia Mỹ Đình, Hà Nội, Việt Nam | Brunei     | 5–0   | 8-0     | Vòng loại giải vô địch bóng đá U-23 châu Á 2020 |
| 8. | 24 tháng 3 năm 2019 | Sân vận động Quốc gia Mỹ Đình, Hà Nội, Việt Nam | Brunei     | 6–0   | 8-0     | Vòng loại giải vô địch bóng đá U-23 châu Á 2020 |

### Đội tuyển quốc gia
Danh sách bàn thắng và kết quả của Thái Lan xếp trước.
| #  | Ngày                 | Địa điểm                                       | Đối thủ     | Tỉ số | Kết quả | Giải đấu           |
| -- | -------------------- | ---------------------------------------------- | ----------- | ----- | ------- | ------------------ |
| 1. | 9 tháng 11 năm 2018  | Sân vận động Rajamangala, Bangkok, Thái Lan    | Đông Timor  | 7–0   | 7–0     | AFF Cup 2018       |
| 2. | 20 tháng 11 năm 2018 | Sân vận động Panaad, Bacolod, Philippines      | Philippines | 1–0   | 1–1     | AFF Cup 2018       |
| 3. | 25 tháng 11 năm 2018 | Sân vận động Rajamangala, Bangkok, Thái Lan    | Singapore   | 2–0   | 3–0     | AFF Cup 2018       |
| 4. | 20 tháng 1 năm 2019  | Sân vận động Hazza bin Zayed, Al Ain, UAE      | Trung Quốc  | 1–0   | 1–2     | AFC Asian Cup 2019 |
| 5. | 18 tháng 12 năm 2021 | Sân vận động Quốc gia, Kallang, Singapore      | Singapore   | 2–0   | 2–0     | AFF Cup 2020       |
| 6. | 16 tháng 1 năm 2024  | Sân vận động Abdullah bin Khalifa, Doha, Qatar | Kyrgyzstan  | 1–0   | 2–0     | AFC Asian Cup 2023 |
| 7. | 16 tháng 1 năm 2024  | Sân vận động Abdullah bin Khalifa, Doha, Qatar | Kyrgyzstan  | 2–0   | 2–0     | AFC Asian Cup 2023 |

## Danh hiệu

### Câu lạc bộ
Buriram United
- Giải bóng đá Ngoại hạng Thái Lan (1): 2017
- Giải bóng đá vô địch các câu lạc bộ sông Mê Kông (1): 2016

### Quốc tế
U-19 Thái Lan
- Giải vô địch bóng đá U-19 Đông Nam Á
  -  Hạng tư (2015)